# Guaimbê (kommun)
Guaimbê är en kommun i Brasilien.   Den ligger i delstaten São Paulo, i den södra delen av landet, 700 km söder om huvudstaden Brasília. Antalet invånare är 5 425.
Följande samhällen finns i Guaimbê:
- Guaimbê

Omgivningarna runt Guaimbê är huvudsakligen savann. Runt Guaimbê är det glesbefolkat, med 13 invånare per kvadratkilometer.